# 韩夏
韩夏（1962年6月—），女，汉族，海南文昌人，中华人民共和国政治人物，教授级高级工程师。现任中华人民共和国工业和信息化部总工程师。